# Ortopedija
Ortopedija (iz grščine ὀρϑός - raven in παιδεύειν - otrok) je veja medicine, ki se ukvarja z boleznimi in poškodbami gibal, predvsem nepravilnosti v strukturi kosti in sklepov.
Zdravnik-specialist, ki deluje na tem področju, se imenuje ortoped. Pri zdravljenju bolnikov ortopedi izbirajo med dvema tehnikama: konservativne (tehnična ortopedija) in kirurške tehnike (ortopedska kirurgija).
Za začetnika sodobne ortopedije na Slovenskem veljata prof. dr. Bogdan Brecelj, dr. med in prof. dr. Franc Derganc, dr. med., ki sta delovala tudi kot vojna kirurga v saninetnem odseku NOVJ, v času 2. svetovne vojne. Prof. dr. Brecelj velja tudi za glavnega soustanovitelja Ortopedske klinike v Ljubljani, URI Soča in Medicinske fakultete v Ljubljani.
V sloveniji delujeta dve specialistični bolnišnici s področja ortopedije, in sicer Ortopedska klinika Ljubljana in Ortopedska bolnišnica Valdoltra. V sklopu UKC Maribor deluje tudi oddelek za ortopedijo. V nekaterih lokalnih bolnišnicah po sloveniji pa delujejo še ortopedski odseki v sklopu oddelkov za travmatologijo.
V zadjem času se pojavlja tudi vedno več zasebnih nadstandardnih ortopedskih ambulant in klinik, ki navadno nudijo izključno samoplačniške storitve ortopedskega zdravljenja.